# Harry Smith Parkes
Harry Smith Parkes, född 24 februari 1828 i Birchills Hall i Bloxwich, död 21 mars 1885 i Peking, var en brittisk diplomat.

## Ungdom
Parkes kom hösten 1841 ut till släktingar i Macao, var närvarande vid avslutandet av fredsfördraget i Nanking i augusti 1842, utbildade sig till tolk och erhöll anställning som sådan vid det nyupprättade brittiska konsulatet i Fuzhou. Han förvärvade sig under de närmast följande åren under tjänstgöring i flera fördragshamnar en grundlig kännedom om det kinesiska språket och användes i många krävande uppdrag, vilket gav honom stor erfarenhet att bedriva brittisk diplomati i Kina.

## Konsulära befattningar i Kina
Efter ett par års vistelse på permission i hemlandet (1849-51), varunder Parkes erfarenhet om kinesiska förhållanden ofta anlitades i utrikesministeriet, tjänstgjorde han som konsulatstolk i Guangzhou till 1854, blev då konsul i Xiamen och hade som sekreterare åt ambassadören sir John Bowring den huvudsakliga förtjänsten om tillkomsten av Englands första handelsfördrag med Siam (Thailand), som avslöts i Bangkok 18 april 1855 och öppnade Siam för regelbunden handel med västerlandet. Parkes avslöt i samband med ratifikationernas utväxling en betydelsefull komplementerande överenskommelse med Siam om konsularjurisdiktion, tullväsendets ordnande m. m. (13 maj 1856)

## Roll under det andra opiumkriget
I egenskap av tillförordnad brittisk konsul i Guangzhou hävdade Parkes samma år energiskt Englands fördragsrättigheter i den så kallade "Arrow-affären," vilken omsider ledde till Englands och Frankrikes krig med Kina 1857-58. Vid erövringen av Guangzhou (jan. 1858) uppspårade och tillfångatog Parkes den kinesiske vicekungen Ye Mingchen, och han var sedan som medlem av en engelsk-fransk förvaltningskommission till hösten 1861 den oroliga millionstadens verklige styresman.
Ett tillfälligt uppdrag att som tolk åtfölja den engelskfranska expeditionen till Peking sommaren 1860 medförde många förvecklingar. Parkes deltog i erövringen av Dagu-forten vid Beihes mynning i augusti och han blev därpå vid anordnandet av fredsunderhandlingar jämte Henry Loch tillfångatagen 18 september av kineserna och hölls i fängelse i Peking. Som vedergällning för tillfångatagandet beslöt befälhavaren för de brittiska styrkorna, Lord Elgin, att bränna kejsarfamiljens sommarresidens Yuanmingyuan.
Parles undslapp med nöd avrättning och frigavs den 8 oktober och deltog därpå i de förhandlingar, som ledde till krigets avslutning genom Peking-fördraget. Därefter åtföljde Parkes som underhandlare amiral Hopes expedition uppför Yangtze-floden (februari-april 1861), varunder denna flod öppnades för europeisk handel, avslutade sedan sin verksamhet i Guangzhou, var, efter två års vistelse i hemlandet, varunder han 1862 erhöll knightvärdighet. 

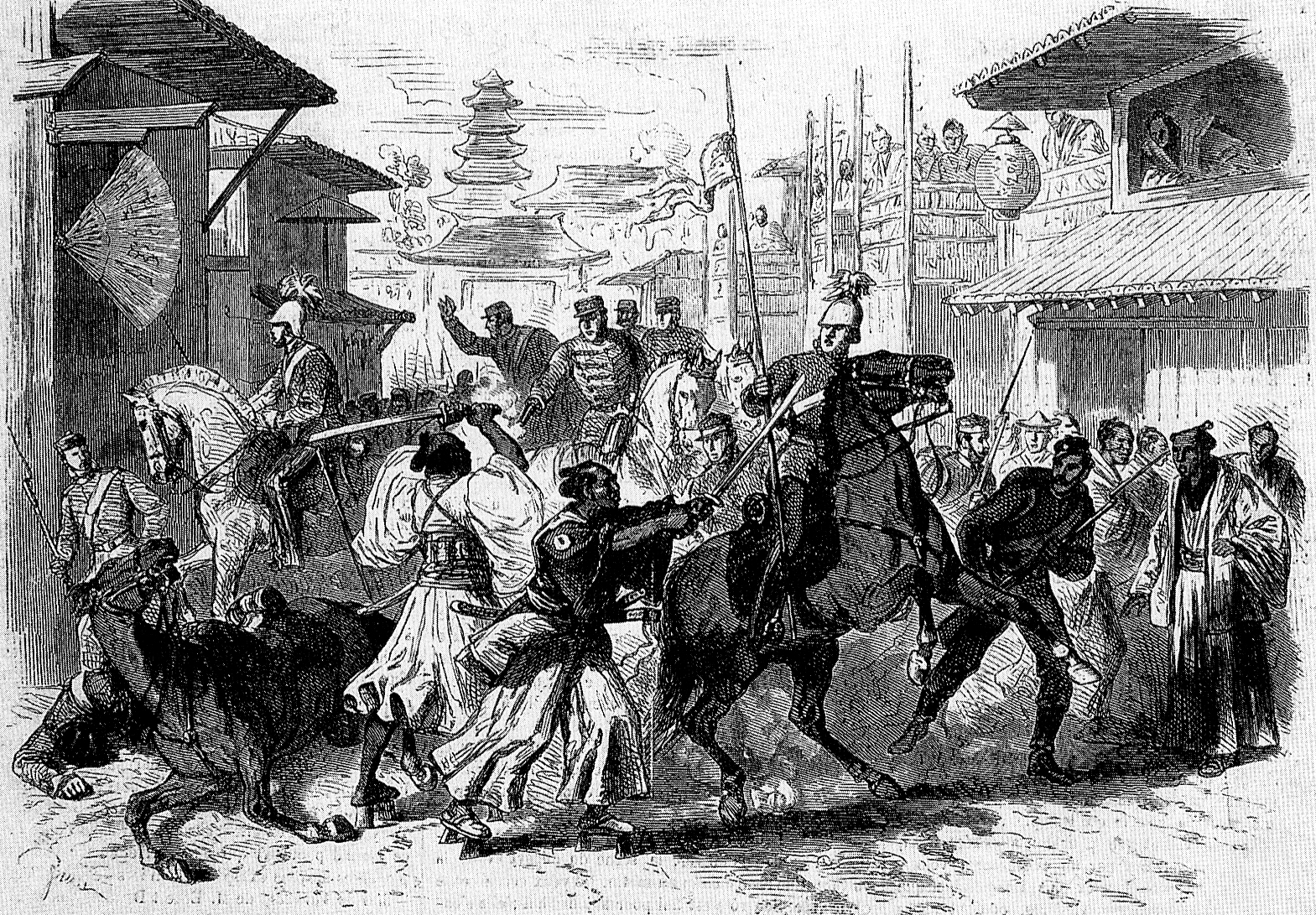
Attack mot Parkes i Japan 1868

## Fortsatt diplomatisk karriär
Åren 1864-65 var Parkes konsul i Shanghai och det sistnämnda året utsågs han till brittisk minister i Japan. Under sina 18 år på denna post stödde han aktivt Japans politiska och kulturella omdaning och utsattes till följd därav ett par gånger för mordförsök av från främlingsfientliga krafter. Parkes förflyttades hösten 1883 till sändebudsposten i Peking och avslöt som extraordnärt sändebud till Korea ett handelsfördrag i Seoul den 26 november 1884 med denna stat.

## Eftermäle
I Europa ansågs Parkes länge vara en bland de främste banbrytarna för den europeiska handeln och inflytandet i Östasien och förvärvade där en nästan enastående respekt och auktoritet. I Japan har hans roll som påskyndare av Meijirestaurationen bidragit till ett tämligen positivt eftermäle. I Kina har han däremot ansetts vara en symbol för den brittiska imperialismen i Kina och särskilt hans roll under Opiumkriget varit en belastning för hans eftermäle.
En byst av Parkes avtäcktes 1887 i S:t Paulskyrkan i London och 1890 en restes staty av honom i Shanghai, som dock försvann dock under den japanska ockupationen av staden 1937-45.